# Jan Dijkstra (burgemeester)

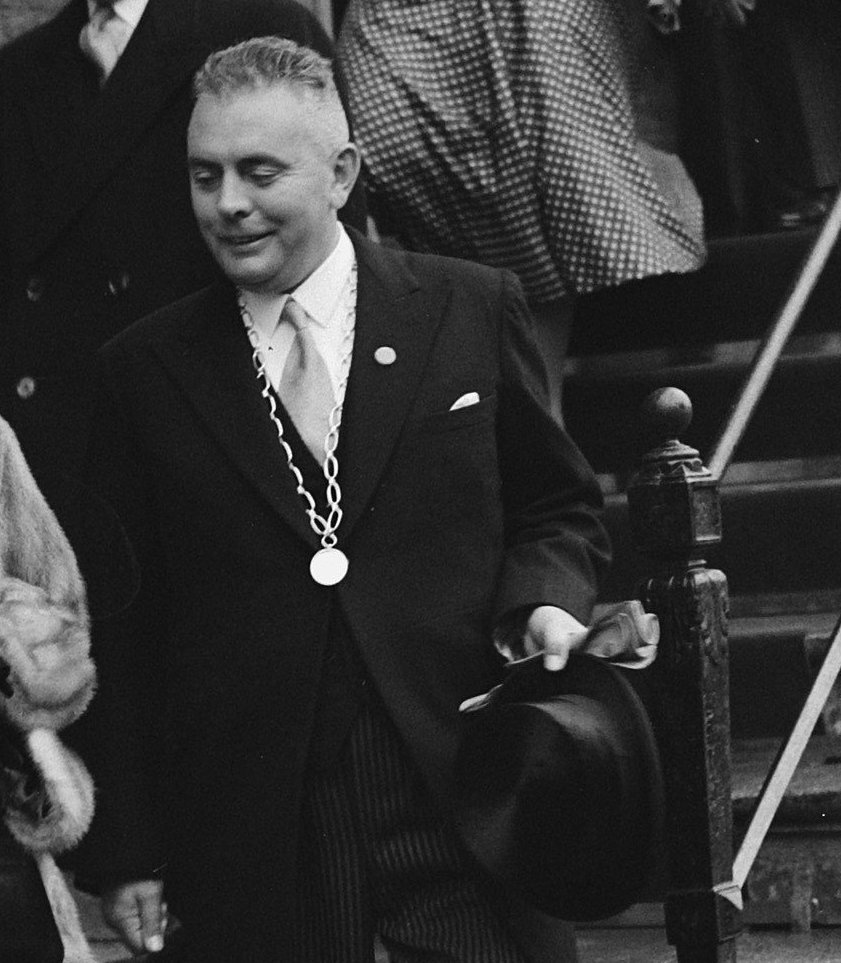
Burgemeester J. Dijkstra (1950)

Jan Dijkstra (Lemmer, 14 april 1910 – 22 november 1993) was een Nederlands politicus van de CHU.
Hij werd geboren als zoon van Jenne Dijkstra (1865-1952; schoenmaker) en Geertje Visser (1865-1956). Hij ging in 1928 werken bij de gemeentesecretarie van Schoterland. In 1932 trad hij als tweede klerk in dienst bij de provinciale griffie van Friesland waar hij het zou brengen tot adjunct-commies 1e klas. In april 1945 werd Dijkstra waarnemend burgemeester van het kort daarvoor bevrijde Wonseradeel. Vervolgens was hij van december 1945 tot zijn pensionering in mei 1975 burgemeester van Franeker. Aanvankelijk was hij een partijloos burgemeester maar in 1961 werd hij lid van de CHU. Dijkstra overleed eind 1993 op 83-jarige leeftijd.